# Tablelands (region)
Tablelands är en region i Australien. Den ligger i delstaten Queensland, omkring 1 500 kilometer nordväst om delstatshuvudstaden Brisbane. Antalet invånare är 46 175.
Följande samhällen finns i Tablelands:
- Mareeba
- Atherton
- Tolga
- Ravenshoe
- Kuranda
- Malanda
- Herberton
- Wondecla
- Yungaburra
- Tarzali
- Upper Barron
- Topaz
- Chillagoe

Omgivningarna runt Tablelands är huvudsakligen savann. Trakten runt Tablelands är nära nog obefolkad, med mindre än två invånare per kvadratkilometer. Genomsnittlig årsnederbörd är 832 millimeter. Den regnigaste månaden är januari, med i genomsnitt 219 mm nederbörd, och den torraste är augusti, med 3 mm nederbörd.